# سمیها برکسوی
سمیها برکسوی (به‌ترکی استانبولی: Semiha Berksoy؛ زاده ۲۴ مه ۱۹۱۰ – درگذشته ۱۵ اوت ۲۰۰۴) یک زن نقاش و خواننده اپرای اهل ترکیه بود. از او به عنوان بانوی اول اپرای ترکیه یاد می‌شود، اولین زن مسلمانی بود که به‌طور حرفه ای در ترکیه اپرا خواند. او همچنین یک نقاش ماهر بود که در سال‌های اولیه جمهوری ترکیه به یکی از چهره‌های مهم فرهنگی تبدیل شد.

## اوایل زندگی
سمیها برکسوی در چینگلکوی استانبول به دنیا آمد. مادرش نقاش بود و برکسوی که از دوران جوانی اش به هنر گرایش داشت، در کنسرواتوار استانبول، موسیقی، نمایش و هنرهای تجسمی را آموخت.

## حرفه
برکسوی بازیگری را با بازی در اولین فیلم صدای ترکی استانبول سوکاکلاریندا (خیابان‌های استانبول) به کارگردانی محسن ارطغرول در سال ۱۹۳۱ با نقش سمیها آغاز کرد. او در اوایل کارش در تئاترهای استانبول برای بازی در اپرت‌ها انتخاب شد.
برکسوی در سال ۱۹۳۴ در اولین اپرای ترکی Özsoy (به سفارش کمال آتاتورک، آهنگسازی عدنان سایگون) آواز خواند. او به عنوان اولین خواننده اپرای ترکیه مورد تجلیل قرار گرفت و فرصتی برای رفتن به آکادمی موسیقی برلین برای آموزش بیشتر دریافت کرد. او کار خوانندگی خود را در سطح بین‌المللی در سال ۱۹۳۴ با اجراهایی در ترکیه، آلمان و پرتغال آغاز کرد و به عنوان یک سوپرانوی واگنری شناخته شد. با وجود موفقیت بین‌المللی، او به خانه بازگشت تا به تأسیس اولین خانه اپرای آنکارا کمک کند.
در سال ۱۹۳۹، برای تولد ۷۵ سالگی ریچارد اشتراوس در برلین، او نقش آریادنه را در Ariadne auf Naxos خواند و اولین پریمادونای ترکیه‌ای شد که در اروپا بر روی صحنه رفت. برکسوی در ترکیه با کارل ایبرت همکاری کرد و به او در تلاش برای ایجاد اپرا و باله دولتی ترکیه کمک کرد. این ابتکار منجر به ایجاد مرحله آزمایشی کنسرواتوار دولتی آنکارا در سال ۱۹۴۰ شد.
برکسوی در سال ۱۹۷۲ از اپرای استانبول بازنشسته شد. او در مراسم پنجاهمین سالگرد معرفی حقوق زنان برای حق رای و انتخاب شدن، "جایزه اپرای آتاتورک" را دریافت کرد. او در سال ۱۹۹۸ عنوان " هنرمند دولتی " را در ترکیه دریافت کرد. پس از بازنشستگی، او بیشتر به عنوان یک هنرمند تئاتر فعال ماند.
برکسوی که به خاطر آرایش خاص خود شناخته شده بود، به نماد فرهنگ ترکیه تبدیل شد. همچنین به دلیل انتخاب‌های مد لباسش مشهور بود مانند لباس شفاف نقاشی شده توسط خود او.
نقاشی‌های او که در نمایشگاه‌های معروفی مانند دوسالانه ونیز در سال ۲۰۰۳ به نمایش گذاشته شد، اغلب دختر بچه‌ای را به تصویر می‌کشید که گفته می‌شود خود هنرمند را به تصویر می‌کشد.
برکسوی چهار سال قبل از مرگش، در سن ۹۰ سالگی، در یک صحنه دراماتیک با آواز خواندن Liebestod در اپرای رابرت ویلسون The Days Before: Death, Destruction و Detroit III در مرکز لینکلن در شهر نیویورک (۱۹۹۹) ظاهر شد.
او در سن ۹۴ سالگی به دلیل عوارض ناشی از جراحی قلب در استانبول درگذشت. از او دختری به نام زلیها برکسوی به یادگار مانده‌است.

## تجلیل
در ۲۴ مه ۲۰۱۹، در صد و نهمین سالگرد تولد برکسوی، او با گوگل دودل تجلیل شد.